# Pieczarka włóknistobrzega
Pieczarka włóknistobrzega (Agaricus xantholepis F.H. Møller) – gatunek grzybów z rodziny pieczarkowatych (Agaricaceae).

## Systematyka i nazewnictwo
Pozycja w klasyfikacji według Index Fungorum: Agaricaceae, Agaricales, Agaricomycetidae, Agaricomycetes, Agaricomycotina, Basidiomycota, Fungi.
Po raz pierwszy opisał go w 1952 r. Friedrich Alfred Möller i nadana przez niego nazwa naukowa jest ważna. Synonim: Psalliota xantholepis F.H. Møller 1952. Polską nazwę zaproponował Władysław Wojewoda w 2003 r.

## Morfologia
Ma powierzchnię początkowo włosistą z żółtawym odcieniem, później pokrytą włóknistymi łuskami. Trzon z charakterystyczną bulwiastą podstawą o szerokości do 15 mm. Zarodniki 4–5,5 × 3 μm.

## Występowanie i siedlisko
Stanowiska pieczarki włóknistobrzegiej podano tylko w niektórych krajach Europy. W Polsce do 2003 r. jedyne stanowisko podała Maria Lisiewska i Mikołajczyk w Poznaniu, w 2020 r. B. Gierczyk i inni podali następne.
Pieczarki to naziemne grzyby saprotroficzne.